# Achada do Gil
Achada do Gil é um sítio da freguesia da Camacha, concelho de Santa Cruz, Ilha da Madeira.